# Стретавка
Стретавка (слч. Stretavka) насељено је мјесто са административним статусом сеоске општине (слч. obec) у округу Михаловце, у Кошичком крају, Словачка Република.

## Становништво
| Година:    | 1994. | 2004.    | 2014.   | 2024.    |
| ---------- | ----- | -------- | ------- | -------- |
| Број људи: | 205   | 183      | 192     | 157      |
| Разлика:   |       | -10,73 % | +4,91 % | -18,22 % |

| Година:    | 2023. | 2024.   |
| ---------- | ----- | ------- |
| Број људи: | 154   | 157     |
| Разлика:   |       | +1,94 % |

Према подацима о броју становника из 2011. године насеље је имало 188 становника.